# Malpàs (antic municipi)
|  | Aquest article és sobre l'antic municipi d'aquest nom. Per al poble, vegeu Malpàs. |

| \| ← \| 1812 — 1968 \| → \|                       |                    |   |
| Escut d'armes                                     |                    |   |
| Malpàs dins del Pont de Suert                     |                    |   |
| Període històric                                  | Edat Contemporània |   |
| • Creació del municipi '('Constitució de Cadis)   | 1812               |   |
| • Annexió al Pont de Suert, de l'(Alta Ribagorça) | 1968               |   |
| ←                                                 | 1812 — 1968        | → |

L'antic municipi de Malpàs era un municipi de 49,84 km² de l'Alta Ribagorça, independent fins a l'any 1968, quan fou agregat al Pont de Suert, amb el resultat d'engrandir notablement el vell municipi del Pont de Suert, que era molt petit. La seva aportació als 148,62 km² del municipi actual fou, doncs, del 33,54% de territori.
Tenia el seu centre en el poble de Malpàs, i també hi pertanyien els pobles de Casòs, Castellars, Erillcastell, Erta, Esperan, Massivert, Montiberri, Peranera i Raons. També hi ha l'antic poble, actualment reduït a una simple masia, de Gironella.

## Geografia

### Descripció geogràfica

#### Perímetre de l'antic terme

##### Límit amb l'antic terme del Pont de Suert (enclavament de Cellers)
Comença la descripció d'aquesta part del perímetre del terme a 1.684,4, just a ponent de les instal·lacions d'antenes de la Faiada de Malpàs, on es troba el termenal actual entre el Pont de Suert i Tremp, en el seu enclavament d'Enrens i Trepadús, pertanyent a l'antic terme municipal d'Espluga de Serra. Ara bé, en aquest mateix lloc es trobaven també els termes municipals del Pont de Suert, en el seu enclavament de Cellers, i de Malpàs, actualment tots dos fusionats en el gran terme actual del Pont de Suert.
Des d'aquest punt, el termenal amb l'enclavament de Cellers baixava cap a l'oest-sud-oest pel Serrat de les Costes de Montiberri, passant per les Coves de Contrella i el Serrat de l'Extrem, per anar a troba el Pantà d'Escales al lloc conegut com los Passos. Actualment el termenal es perd a la superfície de les aigües del pantà, però abans anava a trobar la mateixa llera de la Noguera Ribagorçana, on trobava un nou triple punt termenal: Malpàs, el Pont de Suert (enclavament de Cellers) i Bonansa, de l'Alta Ribagorça occidental.

##### Límit amb el terme de Bonansa, de l'Alta Ribagorça occidental
Aquest límit actualment és del tot submergit dins del Pantà d'Escales. Des del punt anterior, la línia del terme seguia exactament la llera de la Noguera Ribagorçana, fins al moment en què aquest riu rebia per l'esquerra el riuet del Convent, on hi havia un altre triterme, en aquest cas entre Malpàs, el Pont de Suert (sector principal del terme) i Bonansa, tots tres de l'Alta Ribagorça, però el darrer de la meitat occidental, d'administració aragonesa.

##### Límit amb l'antic terme del Pont de Suert (sector principal)
Des del punt anterior, el termenal amb el Pont de Suert seguia exactament la llera del riuet del Convent aigües amunt, deixant el monestir de Lavaix dins del terme del Pont de Suert. Prop i a llevant de la fita quilomètrica 344, el termenal torcia cap al nord-nord-oest, en una línia recta que anava a buscar l'extrem occidental del Plan del Mont, travessant el Solà de Ventolà i el Pinar de Ventolà, i anava a buscar el barranc de Raons a la Solana del Puço. En aquell lloc es trobaven els antics termes municipals, tots tres ara fusionats en el del Pont de Suert, de Llesp, Malpàs, i l'antic terme del Pont de Suert.

##### Límit amb l'antic terme de Llesp, del municipi del Pont de Suert
El termenal amb Llesp començava en el triterme anterior i resseguia un bon tros aigües amunt la llera del barranc de Raons, fins que aquest torrent trobava el camí que de Malpàs va cap a Gotarta i Igüerri, des d'on traçava una línia recta cap al nord-nord-oest que passava just pel mig de Raons: la Borda de Servent i la de Martí quedaven en terme de Malpàs, i l'església de Sant Esteve i la Borda del Pei, en el de Llesp. Aquesta línia recta anava a parar al cim d'un turó de 1.585,6 m. alt. del Grilló, a llevant de la Roca de Corona.
En aquest punt, el termenal anava a buscar la carena que comença a la Roca de Corona, de 1.623,9 m. alt., el Bony de Corona, de 1.661,1, i segueix cap al nord-est pel Tossal de la Tartera, la Calbera d'Irgo, de 1.895,3, i les Collades, on arriba als 2.014,3. Trenca cap a llevant per seguir totes les Collades, i en arribar al Tuc, de 2.058,8, torna a emprendre la direcció nord-est. Puja al Serrat de Riconco, i el segueix fins a trobar el Pic de la Tartera, de 2.309,7 m. alt., on hi ha l'antic triterme entre Malpàs, Llesp i Durro, actualment pertanyent aquest darrer antic terme al de Vall de Boí.

##### Límit amb l'antic terme de Durro, del municipi de Vall de Boí
Bona part d'aquest termenal, que és l'actual límit entre Vall de Boí i el Pont de Suert, discorre per carenes que separen valls prou marcades en el territori.
Des del Pic de la Tartera, de 2.309,7 m. alt.,, el termenal emprèn la direcció nord-est per l'extrem nord-oriental del Serrat de Riconco, per la qual, seguint cap a llevant, puja al Corronco, de 2.543,3, i segueix cap al Coll de Comaportell, 2.364,6, i el Cap dels Vedats d'Erta, de 2.632 m. alt., on es troben els termes municipals de Vall de Boí, el Pont de Suert i Sarroca de Bellera i, antigament, els antics termes de Durro, de Vall de Boí, Malpàs, del Pont de Suert, i Benés, de Sarroca de Bellera.

##### Límit amb l'antic terme de Benés, del municipi de Sarroca de Bellera
Des d'aquest coll ran del Cap dels Vedats d'Erta, la línia de terme agafa ara la direcció sud-est, gairebé en línia recta i sense obeir cap accident orogràfic, i arriba a una nova carena: la de la Serra del Clotet, a 2.480 m. alt. Torna a trencar, ara cap al sud-oest, baixant per aquella carena, cap al Tossal del Clotet (2.400 m. alt.) i, sempre carena avall, segueix tot lo Caubell de Sas, cap al Tossal del Cogomar, de 1.996,9 m. alt., però dalt del qual no arriba: es queda a la cota 1.900, on torç cap a ponent, en línia recta i sense seguir cap accident orogràfic, per anar a buscar la base del Serrat Pelat i el poble d'Erta, que queda just al nord de la línia, dins del terme del Pont de Suert, i, sempre en línia recta, arriba al Tossal de Codó, de 1.754,1 m. alt.
Al Tossal de Codó, que pertany al Serrat de les Artigues, trenca cap al sud-oest i va a cercar el Coll de Fades, de 1.504,9 m. alt., des d'on, seguint una pista que discorre per aquell lloc, s'adreça cap al sud-oest, però fent un angle cap al nord-oest, en direcció al Tossal de la Menal, de 1.504,9, també. En aquest lloc, torna a canviar de direcció: ara cap al sud-est, baixa per una carena fins al riuet del Port d'Erta, que travessa a 1.240 m. alt. Continua seguint una carena allunyant-se del fons de la vall, cap al sud-est, fins a tocar la Font d'Aguilar, en el vessant nord-occidental de la Serra dels Fronts, a l'alçada de 1.450 m., on torna a tòrcer cap al sud-oest. El termenal passa pel nord-oest del Pui Ballader i del Tossal de Tous, aproximadament per la cota 1.400, i va a buscar la capçalera del barranc del Pago, a llevant del Serrat de les Pales. En aquest lloc es trobaven els termes de Benés, ara Sarroca de Bellera, amb els de Malpàs i Viu de Llevata, ara pertanyents tots dos al del Pont de Suert.

##### Límit amb l'antic terme de Viu de Llevata, del municipi del Pont de Suert
Des del tritermenal anterior, a prop i al sud-est de Massivert, el termenal emprenia la direcció sud-oest, anant a buscar el Coll de Massivert, a 1.332,2 m. alt. i seguint el Serrat dels Comunals, que, sobre l'eix nord-est - sud-oest, fa un arc còncau cap al sud, i passa pel Tossal de la Montcada, de 1.398,8. Quan arriba a l'extrem occidental del Serrat dels Comunals, a 1.373,5 m. alt., el límit amb Viu de Llevata tornava a emprendre recte cap al sud-oest, sense seguir cap accident orogràfic, travessava el barranc de Viu i passava pel Bosc d'Avall de Viu, travessava la carretera N-260 poc abans del punt quilomètric 339, a les Canals de Solanisi, i anava a buscar un punt de la muntanya, al nord-oest del Pilaret de Viu, a la cota 1.430, on es trobava el triterme entre els antics termes d'Espluga de Serra, en el seu enclavament d'Enrens i Trepadús (terme actual de Tremp), Malpàs i Viu de Llevata (actualment els dos darrers units en el nou terme municipal ampliat del Pont de Suert).

##### Límit amb l'antic terme d'Espluga de Serra (enclavament d'Enrens i Trepadús), del municipi de Tremp
Des del punt anterior, al sud-oest del Coll de Sant Roc de Viu (1.441 m. alt.), la línia de terme gira cap al nord-oest, tot seguit fa un angle cap al sud, i emprèn per la Serra Rasa de Badia, de 1.500 m. alt. cap al nord-oest, en direcció a la Faiada de Malpàs, de 1.699 m. alt., des d'on continua cap a ponent per tal d'arribar al cap de poc al punt triterme on ha començat aquesta descripció.

#### L'interior del terme

##### La vall del Barranc de Malpàs

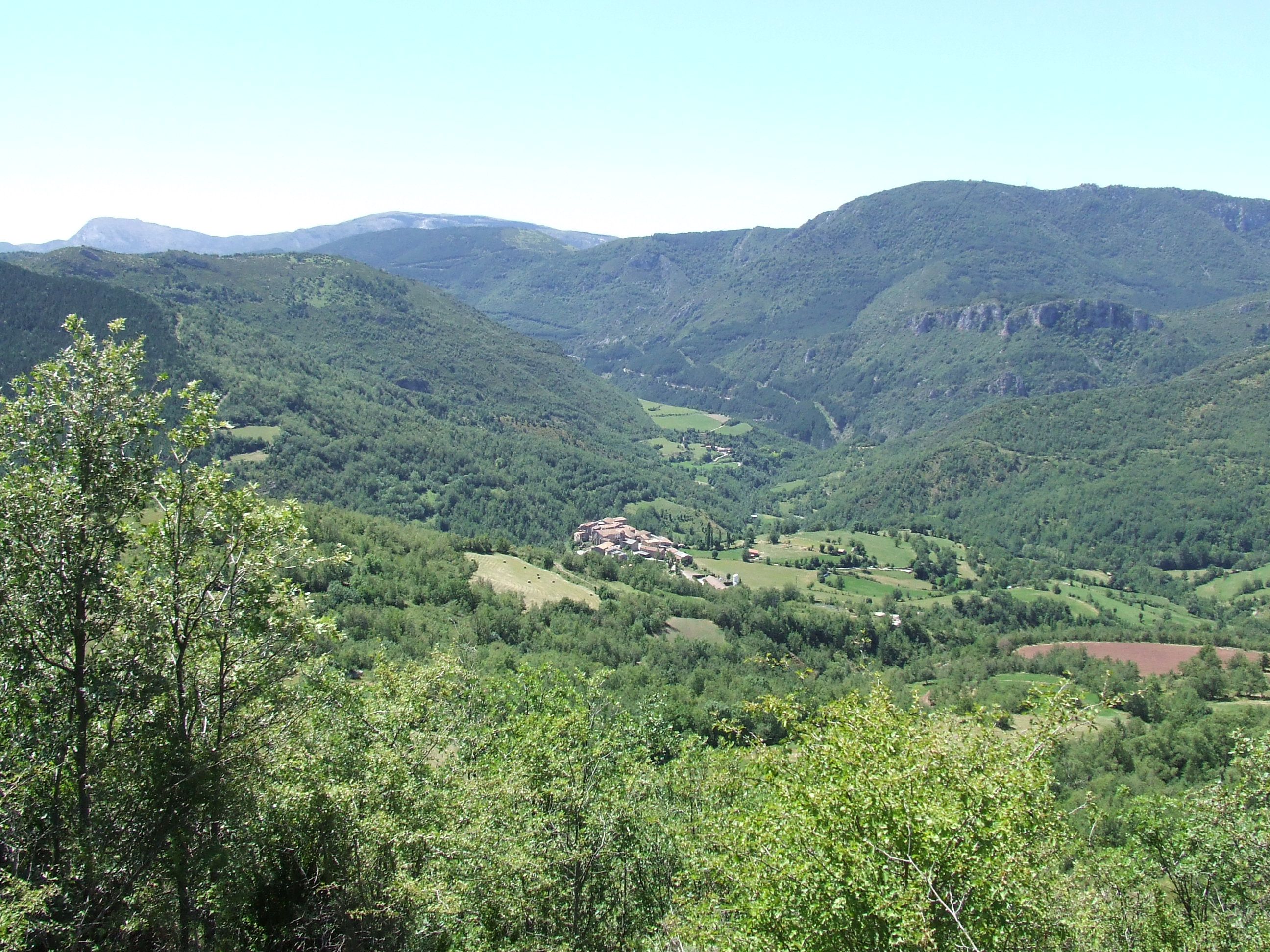
La vall del barranc de Malpàs

La vall del barranc de Malpàs és el centre de l'antic municipi, on hi ha el poble de Malpàs i l'antic poble i parròquia de Gironella. És també la part inferior, al sud-oest, del barranc de Peranera.
Està emmarcada a ponent per una línia que arrenca del Solà de Gironella, puja cap al nord passant per la Roca Foradada, de 1.238,4 m. alt., travessant el Serrat de Cussolo, va a buscar el Tossal de Collada Marroc, de 1.181,1, trobant pel camí el Paller de Peroi, i encara puja fins al Tossal de Sant Serni, de 1.192,3, i després baixa cap al barranc de Raons. El límit nord és aquest darrer barranc, fins a la seva capçalera, al nord-est de la caseria dispersa de Raons, sota de les muntanyes que allotgen el poble d'Erillcastell, i la muntanya que separa aquest darrer poble de Malpàs: el Tossal de Pollerini, de 1.444,7 m. alt.
Un apèndix cap al nord d'aquesta vall el forma la petita vall del barranc d'Esperan, afluent del de Raons, on hi ha les restes de l'antic poble d'Esperan, amb l'església romànica de Sant Andreu i Sant Sadurní d'Esperan.
El límit de llevant està format per una línia teòrica de nord-oest a sud-est des del darrer tossal esmentat fins al Tossal de Plana Ballestera, de 1.387,3 m. alt., i la seva continuació cap al sud-oest per la carena que separa aquesta vall de la del barranc de Massivert, amb el Tossal de la Borda, de 1.381,9, i el Serradet de les Comes, de 1.377,4 m. alt., a l'extrem sud-oest. La línia tancaria baixant fins al barranc de Viu. El límit meridional el constitueix aquest darrer barranc.
Aquesta vall conté el cap de l'antic municipi, el poble de Malpàs, a la part central, i l'antic poble i parròquia de Gironella, a la part sud-oriental. Actualment no té cap altra masia habitada que les de Casa Sala, just al nord de Malpàs, i de Gironella; sí que conserva restes de diverses bordes. La vall és bastant profunda respecte de les muntanyes que l'envolten, ja que el barranc de Malpàs discorre entre el 1.025 i els 920 metres d'altitud.

##### La vall del Barranc de Peranera

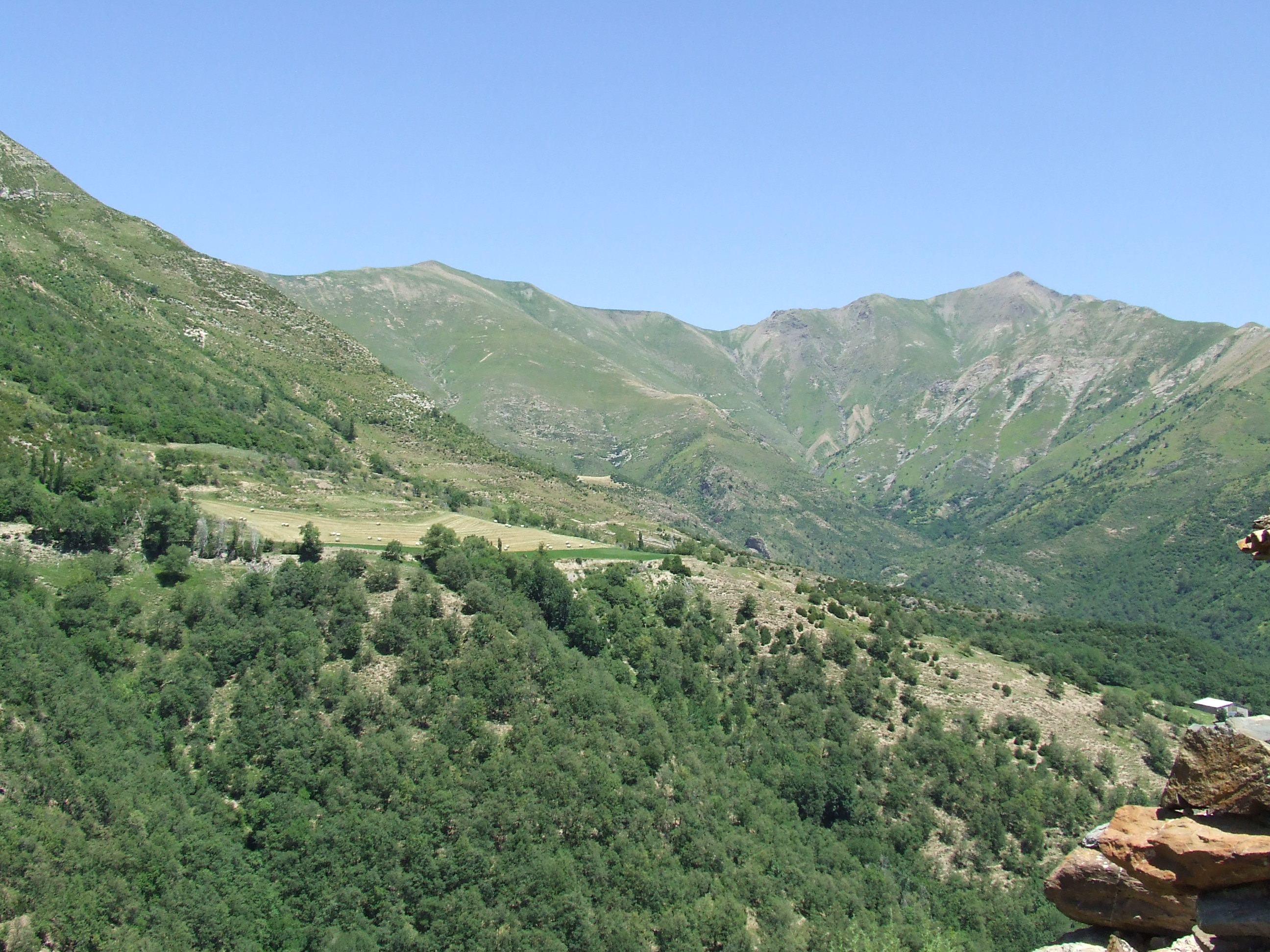
Capçalera del barranc de Peranera

Continuació cap al nord de la vall anterior, el seu límit occidental es decanta més cap a l'oest que l'anterior, per tal d'acollir el poble, actualment abandonat, d'Erillcastell. Des del Tossal de Pollerini continua cap al nord, per anar a cercar el Serrat de la Canal de les Tallades, i va a buscar el circ de capçalera d'aquest barranc, format per la Roca Escura, de 2.014,7 m. alt., el Tuc, de 2.058,8, el Serrat del Riconco, amb el Pic de la Tartera, de 2.309,7, el Corronco, de 2.543,3, les Raspes de Corronco i la Crenxa de Comaportell, fins a assolir el Cap dels Vedats d'Erta, de 2.632 m. alt.

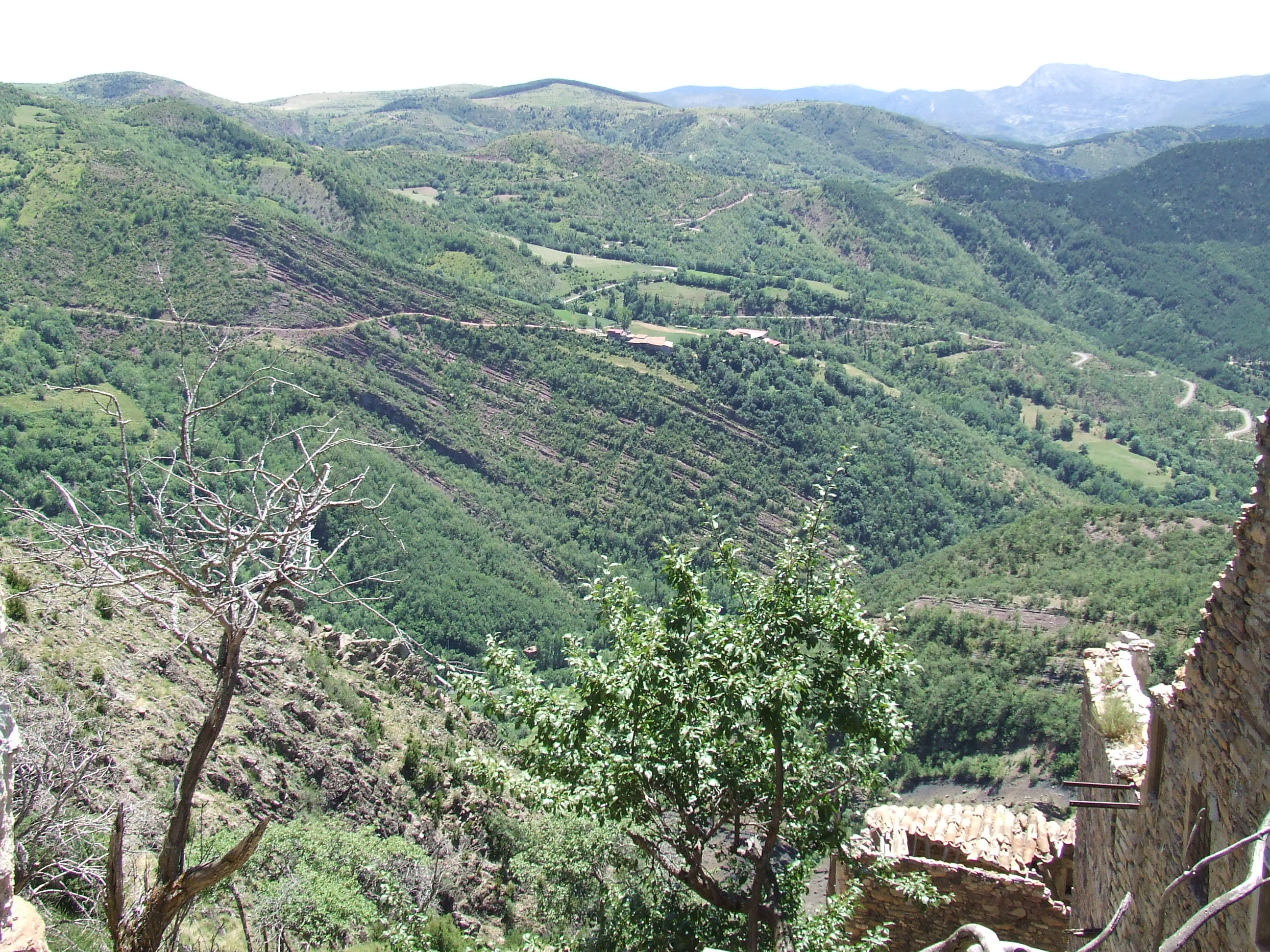
El barranc de Peranera a Castellars

El límit oriental de la vall és la carena que davalla cap al sud i sud-oest des del Cap dels Vedats d'Erta: Roca de Coll Major, de 2.476,6 m. alt., Serrat del Forcall, Roc Roi, de 2.095,6, Tossal de la Pleta dels Alls, de 2.021,7, la Serra de Montaner, el Tossal de Codó, de 1.754,1 i la carena que en davalla cap al sud-oest, fins al Tossal de la Costera, de 1.403,4, i el Tossal de Plana Ballestera, on enllaça amb els límits de la vall anterior.
Aquesta vall conté al nord, l'ermita romànica de Santa Margarida de Peranera; més al sud, hi ha unes quantes bordes de Peranera; encara més al sud, a ponent, el poble d'Erillcastell i a llevant, el de Peranera; i a prop, i una mica més al sud, el de Castellars. Tanquen aquesta vall, al sud, les mines de Malpàs, ja a prop d'aquest poble.

##### La vall del Barranc de Massivert
Bastant paral·lela, al sud-est, es troba a vall del barranc de Massivert. Aquesta vall té la particularitat que la seva part central, al voltant del poble de Sas, no pertany a l'antic terme de Malpàs, sinó al de Benés, antic municipi ribagorçà actualment agregat al de Sarroca de Bellera, del Pallars Jussà. La vall segueix la direcció de nord-est cap a sud-oest, formant un arc bastant arrodonit pel sud.
El límit occidental d'aquesta vall és, enllaçant-los, els que s'has descrit com a límits orientals de les dues valls anteriors, fins al límit del terme, que és el punt més septentrional. L'interior de la vall, que inclouria Sas, comprèn el riuet del Port d'Erta, que és la capçalera del barranc de Massivert. Limita aquesta vall per llevant la carena que davalla cal al sud-est des del Cap dels Vedats d'Erta, de 2.632 m. alt., cap a la Serra del Clotet, el Tossal del Clotet, de 2.410, el Tossal de Sarviscué, de 2.057, i continua pel terme de Sarroca de Bellera, pel Tossal del Cogomar, de 1.996,9, el Tossal de Sant Quiri, de 1.626,4, la Serra des Fronts, de 1.544,6, el Pui Ballader, de 1.472,5, el Tossal de Tous, de 1.508,8, el Serrat de les Pales, amb lo Faro, de 1.455,6, i el Serrat dels Comunals, amb el Tossal de la Montcada, de 1.398,8, que ja baixa cap al barranc de Viu. A partir de la meitat és alhora límit est i sud de la vall. El límit sud-occidental és el mateix riuet o barranc de Viu.
Aquesta vall conté al capdamunt el poble d'Erta, amb tot el circ de capçalera del barranc del Port d'Erta; més al sud, hi ha el sector del poble de Sas, pertanyent a Benés (Sarroca de Bellera), i encara més al sud, Massivert, amb la caseria de l'Hostalet de Massivert, que té l'església de la Mare de Déu del Carme, i algunes bordes, la major part abandonades. És una vall actualment força despoblada.

##### Les costes de Montiberri

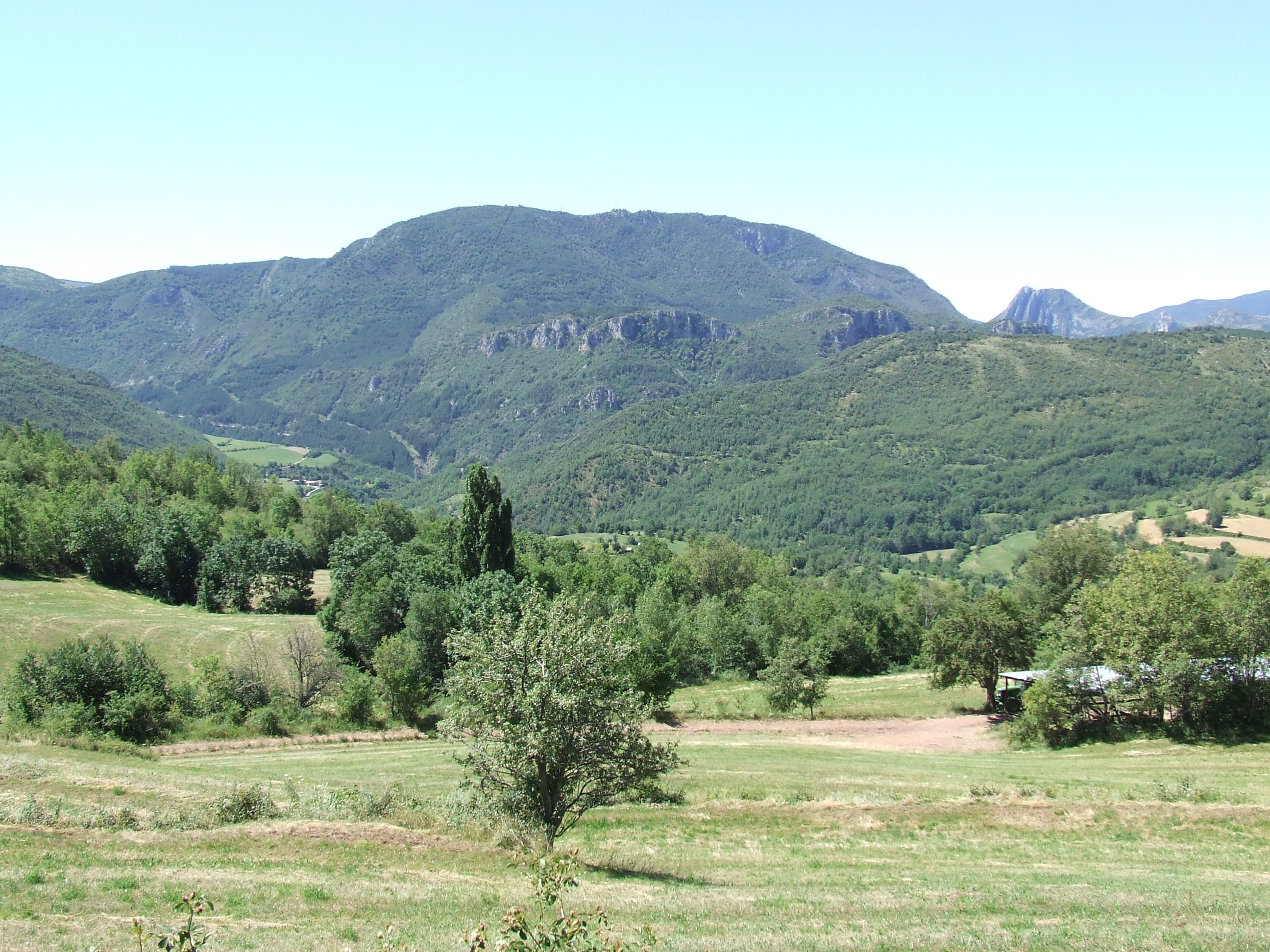
La Faiada de Malàs i les costes de Montiberri

És l'únic sector de l'antic terme de Malpàs a l'esquerra del barranc de Viu. Es tracta de totes les costes septentrionals de la Faiada de Malpàs, entre la carena on es troba aquest cim i el riuet del Convent. A l'interior, forma la vall del barranc de Montiberri, que queda separat del riuet del Convent pel serrat de Cambatiri i la Roca de la Savina, de 1.337,8 m. alt.
Està dividit, segons la quantitat de sol que li toca, en l'Obaga de Montiberri i la Solana de Montiberri, i conté el poble de Montiberri i la caseria de Casòs. A prop de l'extrem sud-est d'aquest sector hi ha l'antic Vilatge de Vilba, despoblat medieval, que fou castell i poble a l'edat mitjana i quedà desert a ran de les pestes i malvestats de finals d'aquell període històric.
El barranc de Montiberri, eix vertebrador d'aquest sector, és afluent directament de la Noguera Ribagorçana, a la cua del pantà d'Escales, pràcticament al davant -sud- de les restes del monestir de Santa Maria de Lavaix.

### Els nuclis de població
A part de Malpàs, constituïen l'antic municipi de Malpàs els pobles de Casòs, Castellars, Erillcastell, Erta, Esperan, Massivert, Montiberri, Peranera i Raons (en part). També hi ha l'antic poble, actualment reduït a una simple masia, de Gironella.
| Pobles de l'antic municipi de Malpàs | Pobles de l'antic municipi de Malpàs | Pobles de l'antic municipi de Malpàs | Pobles de l'antic municipi de Malpàs |
| ------------------------------------ | ------------------------------------ | ------------------------------------ | ------------------------------------ |
| Sense foto                           | El poble de Castellars               | El poble d'Erillcastell              | Sense foto                           |
| La caseria de Casòs                  | El poble de Castellars               | El poble d'Erillcastell              | El poble d'Erta                      |

| Sense foto         | Sense foto                 | El poble de Malpàs                          | Sense foto            |
| El poble d'Esperan | L'antic poble de Gironella | El poble de Malpàs, cap de l'antic municipi | El poble de Massivert |

| Sense foto             | El poble de Peranera | El poble de Raons | Sense foto          |
| El poble de Montiberri | El poble de Peranera | El poble de Raons | El vilatge de Vilba |

A part del fet que molts d'aquests pobles són avui dia abandonats, a penes hi ha cap mena de poblament dispers en tot el terme. Si n'hi hagué, està també abandonat. Només a les proximitats de Malpàs queden algunes masies o bordes habitades o freqüentment utilitzades.

## Història
Fins al 1831, any d'extinció dels senyorius, Malpàs pertanyé als barons, després comtes, d'Erill.
El 1718 el terme de Malpàs reunia 366 habitants, que ja havien baixat a 202 el 1787. Després, amb l'explotació de les mines, augmentà: 461 el 1860. Ara bé, després tornà a davallar gradualment, arribant als 383 el 1940. La revifada de les mines en suposà de paral·lela al poble, que arribava als 542 el 1950.
Malpàs és un dels ajuntaments constituïts el 1812 a ran de la promulgació de la Constitució de Cadis, a partir de la universitat o comú existent a l'edat moderna. El 1845 es va aprovar una llei municipal que exigia un mínim de 30 veïns (caps de família) per tal de garantir la continuïtat dels ajuntaments, i Malpàs va poder-ho fer atès que va sumar-ne 44 amb els seus 9 veïns, els 3 de Castellars, els 19 d'Erillcastell, els 2 d'Erta, els 2 d'Esperan, l'únic de Gironella, els 2 de Massivert, els 2 de Montiberri, els 3 de Peranera i l'únic de Raons. Això va comportar la desaparició de tots els altres ajuntaments, en ser agregats a Malpàs.
L'alcaldia de Malpàs fou exercida, al llarg dels anys, per les persones següents:
- Agustí Vigo (1889)
- Ramon Mongay (1898)
- Ramon Fadulla (1898)
- Vicenç Gallart (1898 - 1899)
- Josep Llobet (1916)
- Josep Fransí (1946)
- Josep Gallart (1947)

## Llocs d'interès

### Històric
| - La caseria de Casòs - El poble de Castellars - Sant Martí de Castellars - El poble d'Esperan - Sant Andreu i Sant Sadurní d'Esperan - El poble d'Erillcastell - Emplaçament del castell d'Erillcastell | - La mina d'Erillcastell - Santa Maria d'Erillcastell - La caseria de Gironella - Sant Iscle i Santa Victòria de Gironella - El poble de Malpàs - Les mines de Malpàs - El poble de Massivert | - Sant Romà de Massivert - El poble de Montiberri - El poble de Peranera - Santa Margarida de Peranera - Vilatge de Vilba. |

### Paisatgístic
- Vall del barranc de Viu
- Costes de Montiberri i la Faiada de Malpàs
- Vall del barranc de Massivert
- Vall del barranc de Peranera.

## Activitat econòmica
El terreny de l'antic terme de Malpàs és muntanyós, aspre, trencat i de mala qualitat, llevat dels camps a les fondalades, on la qualitat és mitjana, segons testimoniava Pascual Madoz a mitjan segle xix. Les aigües del barranc d'Erillcastell es recollien en séquies, amb què regaven 5 jornals de prats. S'hi produïa blat, sègol, patates, alguns llegums i pastures, i s'hi criaven ovelles, cabres i vaques. S'hi caçaven llops. Tenia, de població, 9 veïns (caps de família) i 53 ànimes (habitants). Per tant, es tractava, tradicionalment, d'una activitat econòmica primària, bàsicament de subsistència.
Al segle xix aparegué una certa industrialització en el terme, però també de caràcter manual i poc desenvolupat: mines de carbó. N'hi havia diverses a Malpàs, entre aquest poble i Castellars, i una a Erillcastell. Aquestes mines tancaren a la primera meitat del segle xx, i reobriren a mitjan segle, a ran de l'onada constructiva derivada de les centrals hidroelèctriques de les valls dels entorns, i els poblats nous que provocaren. La fàbrica de ciment de Xerallo fou la principal demanda de carbó. Quan Xerallo va tancar, el 1972, arrossegà el tancament de les mines de Malpàs i el despoblament de l'antic municipi.
Més modernament, a la segona meitat del segle xx, els conreus, inclosos els prats naturals, ocupaven l'11% del total de la superfície municipal; el 29% eren guarets i pastius, i el 40%, boscos, entre els quals els que donaven més fusta eren les 359 hectàrees dels vessants de la Faiada de Malpàs, a l'Obaga de Montiberri, de propietat estatal, i les 200 dels boscos de Malpàs i Massivert, comunals.

## Atenció al ciutadà
Amb la pèrdua de l'entitat municipal, Malpàs quedà totalment a expenses del Pont de Suert. Va perdre l'escola (actualment els nois i noies de Malpàs i els seus pobles van a escola (i institut) al Pont de Suert en transport escolar organitzat pel Consell Comarcal de l'Alta Ribagorça.
Pel que fa a serveis mèdics, el centre de referència és el CAP del Pont de Suert, del qual depèn el Consultori local de Malpàs, atès per l'Equip d'atenció primària Alta Ribagorça.

## Serveis turístics
A l'antic terme de Malpàs no hi ha gaire oferta turística. Pràcticament tota se circumscriu a una sèrie de cases de pagès, que són les següents:
- a Casòs, Enriu
- a Castellars, L'Abadia
- a Malpàs, Pascual.

De restaurants, només hi ha Casa Pascual, a Castellars, que també fa de residència.

## Comunicacions
El poble de Malpàs és 9,7 quilòmetres del Pont de Suert, cap de municipi i de comarca. Es comuniquen a través de la carretera N-260; en el punt quilomètric 342 comença, cap al nord-est, la carretera LV-5212, que porta a Malpàs en quasi 4 quilòmetres.
En els diferents pobles de l'antic terme de Malpàs no hi ha cap mena de transport públic, llevat de l'escolar, organitzat pel Consell Comarcal.
Ara bé, per la carretera N-260 circulen bona part dels transports de què disposa el Pont de Suert, i a la cruïlla de la N-260 amb la carretera de Malpàs hi ha una parada discrecional dels autobusos de línia que hi circulen.